# Cupido blomi
Cupido blomi är en fjärilsart som beskrevs av Rose och Klaus G. Schurian 1977. Cupido blomi ingår i släktet Cupido och familjen juvelvingar. Inga underarter finns listade i Catalogue of Life.